# ヤコブ・ルニャール
ヤコプ・ルニャール（Jakob Regnart, 1540年～1545年 - 1599年10月16日）
ネーデルラント出身(?)の声楽家、フランドル楽派の作曲家。ルネサンス後期のプラハで長く活躍した。ヤコブス・ファートのもとで宮廷礼拝堂の聖歌隊員を務める。1582年から1584年までプラハ宮廷副楽長を勤め、1585年から1596年までインスブルックにてシュタイアーマルク公の宮廷楽長に転身。1596年よりプラハで余生を送る。
37曲のミサ曲と195曲のモテット、受難曲を出版。そのほかに40曲あまりのイタリア語の世俗音楽も存在する。最も重要な創作は、イタリアのマドリガーレ様式ないしはヴィッラネッラ様式を取り入れた、ドイツ語の世俗歌曲である。ラッススのリートに比べると、最上声部が歌謡性に満ちているという点でルニャール作品はイタリア化されている。
ルニャールにはほかに4人の兄弟がおり、いずれも作曲家になったという。
バッハのカンタータ第5番《われはいずこにか逃がれゆくべき》に使われているコラール「神様にかけて Auf meinen lieben Gott」の旋律は、ルニャールの旋律が原曲であるといわれる。